# Dasymutilla occidentalis

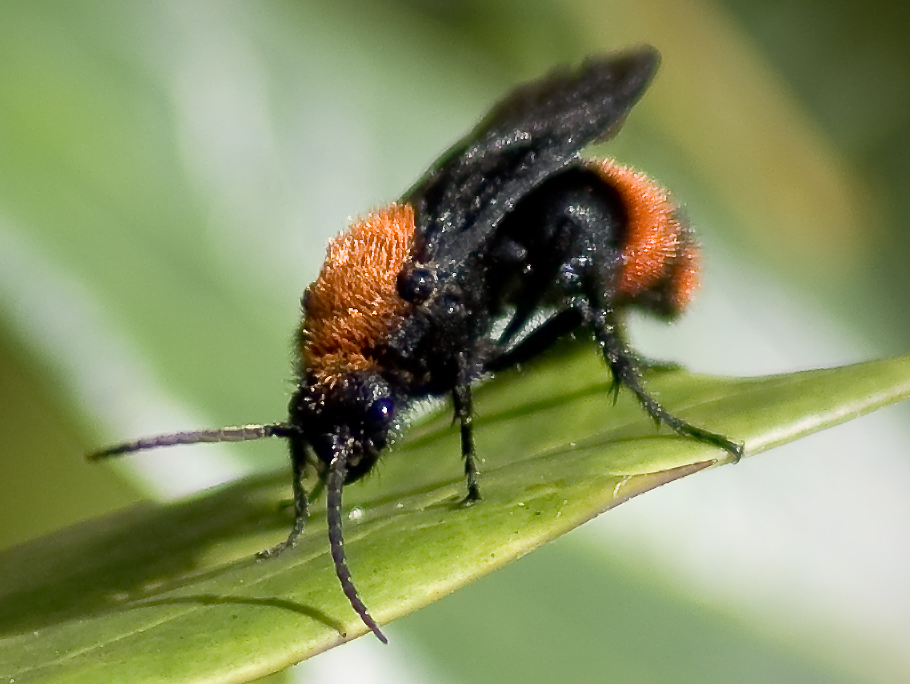
Самец Dasymutilla occidentalis

Dasymutilla occidentalis (лат.) — вид ос-немок (бархатных муравьёв) рода Dasymutilla из подсемейства Sphaeropthalminae (триба Pseudomethocini). Эндемик Северной Америки. Ярко окрашенные самки бескрылые и обладают длинным жалом. Самцы крылатые, но жало у них отсутствует. Самки способны очень болезненно жалить, из-за чего вид получил народное название «убийца коров» (англ. cow killer), хотя такие случаи не зафиксированы.

## Распространение
Северная Америка: США (от Коннектикута и Миссури на севере и до Техаса и Флориды на юге).

## Описание
Крупные пушистые осы-немки, длина тела около 2 см, с контрастирующей окраской (чёрной и оранжево-красной).
Жвалы прямые, мезосома длиннее своей ширины, пигидиум с отчётливыми бороздками. Сложные глаза полусферической формы. Брюшко узловидное с петиолем, соединяющим его с грудкой. Голени средней пары ног самцов с двумя шпорами. Пигидиальное поле самок хорошо развито. Характерен половой диморфизм: самки бескрылые, самцы крылатые. Паразитоиды в гнёздах жалящих перепончатокрылых насекомых. Имаго питаются нектаром.
Обычно ошибочно принимаемые за муравьёв из-за их внешнего вида и также называемые бархатными муравьями, это паразитоидный вид ос, у которых самки бескрылые, как и все самки Mutillidae. Его можно узнать по характерной рыжевато-красной окраске с чёрной полосой, проходящей через брюшко. Самки способны очень болезненно ужалить, отсюда и возникло народное название «убийца коров» (англ. cow killer), хотя это сильное преувеличение и таких «убийств» в литературе ещё не было зафиксировано. Они подвижны и часто принимают защитную позу, когда им угрожают. Они разыскивают гнёзда земляных пчёл, шмелей, ос Sphecius speciosus и Stictia carolina, а также других крупных гнездящихся в земле представителей Crabronidae, где они откладывают яйцо на личинку хозяина. Из яйца быстро вылупляется белая безногая личинка, которая поедает хозяина и проходит несколько личиночных стадий до окукливания. В отличие от самок, самцы имеют тёмные полупрозрачные крылья и не обладают жалом. Самцы низко летают над травой в поисках самок. Представители обоих полов издают писк или стридулируют, чтобы предупредить потенциальных хищников (ещё одна форма апосематизма у самок и автомимикрия у самцов).
Несмотря на народное название «убийцы коров», ужаления этих бархатных муравьёв не особенно токсичны для млекопитающих. Самый смертоносный яд из пяти оцениваемых видов ос-немок был оценен в 32 мг/кг для D. occidentalis. Эта летальность значительно меньше по сравнению с таковой у медоносной пчелы при 2,8 мг/кг или 0,4 мг/кг для красных муравьёв-жнецов рода Pogonomyrmex. Судя по всему, даже большое количество их ужалений определённо не могло убить корову.

## Таксономия
Вид был впервые описан в 1758 году шведским натуралистом Карлом Линнеем под названием Mutilla occidentalis Linnaeus, 1758. Таксон включён в отдельную видовую группу D. occidentalis species-groups.